# JAC J5
J5 é um automóvel sedan de grande porte produzido pela JAC Motors.